# Upplands runinskrifter 677
Upplands runinskrifter 677 är en vikingatida runsten av gnejsgranit i Viksjö, Häggeby socken och Håbo kommun. 
Runstenen är 1,1 meter hög och 0,7 meter bred. Runhöjden är cirka 8 centimeter. Runstenen är avslagen upptill och på den högra sidan. Ungefär halva runslingan har gått förlorad. Stenens yta är ojämn och ristningen är ganska grund och delvis svår att följa.

## Inskriften
Translitterering av runraden:
...- ok -ualtar aok × nesbiorn ' aok ...a...su...
Normalisering till runsvenska:
... ok <-ualtar> ok Næsbiorn ok ...
Översättning till nusvenska:
... och Valdarr och Näsbjörn och ...